# Spytkowice (Nowy Targ)
Spytkowice è un comune rurale polacco del distretto di Nowy Targ, nel voivodato della Piccola Polonia.
Ricopre una superficie di 32,19 km² e nel 2004 contava 3 975 abitanti.